# إليان محفوظ
إليان محفوظ هي مغنية لبنانية شاركت في برنامج ذا مانجر على شاشة روتانا موسيقى وفازت.

## النشأة والمسيرة
درست الغناء الشرقي والحديث وكذلك العز ف على العود. وحصلت على على شهادة في الدراسات السينمائية من جامعة القديس يوسف في بيروت. ظهرت لأول مرة من خلال برنامج ذا مانجر (ذا مانجر) «المدير» على قناة روتانا موسيقى، حيث أظهرت شركة روتانا اهتمامها بها ووقعت معها عقدا.

## أعمالها
- ع طريقك مع عامر زيان
- آه شو بحبو
- يا ماما